# Câmara de Dirigentes Lojistas
Câmara de Dirigentes Lojistas (CDL), é uma associação de lojistas, criado no Brasil para defender e prover serviços aos seus representantes de classe. Um dos principais serviços oferecidos aos lojistas é o Serviço de Proteção ao Crédito. Em cada estado possui uma representação local geralmente com reconhecimento como utilidade pública através de lei municipal. Possui uma representação nacional chamado de Confederação Nacional de Dirigentes Lojistas.
A primeira CDL foi criada em 1955. Já em 21 de outubro de 1960 é fundada a Confederação Nacional de Dirigentes Lojistas como objetivo básico representar o segmento nacionalmente, em todas as áreas que estejam ao seu alcance.
No Ceará a CDL possui mais de meio século onde no começo foi chamada de Clube dos Diretores Lojistas. Foi citada por sua utilidade pública na Lei Municipal nº 3248, de 28 de julho de 1966. Em 2009, aproximadamente 4.600 empresas integram o quadro de associados.